# Ionska veza
Ionska veza je privlačna elektrostatska sila kojom se privlače pozitivni i negativni ioni u kristalu (ili molekuli).
Značajke ionske veze:
1. povezuje atome metala i nemetala
2. nastaje potpunim prijelazom jednog ili više elektrona s atoma metala na atom nemetala
3. prijelazom elektrona nastaju nove električno nabijene čestice, anioni (-) i kationi (+)
4. anioni i kationi su električno suprotno nabijene čestice, one se privlače a to privlačenje je snaga ionske veze
5. ioni mogu imati jednostruki ili višestruki naboj (1+, 2+, 3+; 1-, 2-, 3-)
6. ioni se jednako privlače u svim smjerovima u prostoru, veza nije usmjerena

Ionska veza nastaje u reakciji izrazitih metala koji u valentnoj razini imaju mali broj elektrona (Ia i IIa grupa) i nemetala koji u valentnoj razini imaju veliki broj elektrona (VIIa grupa) periodnog sustava elemenata. Atomi metala otpuštaju elektrone koje primaju atomi nemetala. Broj primljenih elektrona jednak je broju otpuštenih elektrona. Ovaj proces otpuštanja i primanja elektrona naziva se oksido-redukcija.
Primjer: Natrij je izrazit metal, a klor izrazit nemetal. Atom natrija u valentnoj razini sadrži jedan, a klor sedam elektrona. Prilikom sudara atoma natrija i klora, klor privlači i prima valentni elektron natrija kako bi postigao stabilnu oktetnu konfiguraciju plemenitog plina. Stabilan oktet elektrona natrij postiže otpuštanjem jednog elektrona, jer u L sloju ima osam elektrona. Potpunim prelaskom elektrona s atoma natrija (metal) na atom klora (nemetal) dobivaju se naelektrizirane čestice - ioni. Atom natrija ostaje pozitivno naelektriziran, a atom klora negativno naelektriziran ion. Između nastalih iona djeluju elektrostatičke sile privlačenja. Ostvarena veza između natrija i klora, odnosno između izrazitog metala i izrazitog nemetala naziva se ionska veza. Ioni natrija i klora su u prostoru pravilno raspoređeni.
Valencija elemenata u ionskome spoju jednaka je broju elektrona koje je taj atom primio ili otpustio.
Svi spojevi s ionskom vezom kristalne su građe. Kristali imaju pravilnu unutrašnju gradu, što mozemo zorno pokazati na primjeru najpoznatijeg ionskog kristala, natrijeva klorida.
Svi ionski kristali imaju svojstvo kalavosti, koje se očituje u tome da pod djelovanjem vanjske mehaničke sile dolazi do pomicanja slojeva u kristalu.
U čvrstom stanju ionski spojevi ne vode električnu struju jer u ionskom kristalu nema slobodnih iona. Oni u čvrstom stanju ne mogu napustiti svoja mjesta zbog privlačnih sila okolnih iona. Stoga kažemo da su tvari ionske građe u čvrstom stanju izolatori.

### Iznimke
Podjela atoma na metale i nemetale je korisna, jer nam odmah kaže nešto o svojstvima pojedinih atoma. Ipak, kod takvih podjela treba biti oprezan, jer odstupanja između različitih atoma "metala" kao i različitih atoma "nemetala" mogu biti znatna.
Niti jedan atom nije apsolutni nemetal nit apsolutni metal, a dokaz za to je da ne postoji niti jedan spoj sa 100 % kovalentnom vezom i 100% ionskom vezom, čak i LiF ima malo kovalentnog karaktera veze. Dobar primjer da razvrstavanje elemenata na metale i nemetale nije uvijek najsretnije rješenje je vodik.
Što se tiče berilija, njegovi atomi međusobno se povezuju metalnom vezom kao i kod drugih zemnoalkalijskih metala, no za razliku od drugih atoma iz te skupine berilijevi spojevi s drugim elementima periodnog sustava imaju pretežno kovalentni karakter.
Spojevi berilija razlikuju se od spojeva ostalih zemnoalkalijskih metala zbog malog radijusa Be2+ iona, te relativno velike energije ionizacije i relativno velike elektronegativnosti ovog elementa. Mali radijus s dva naboja ukazuje na veliku polarizacijsku moć Be2+ iona koja povećava kovalentni karakter spojeva berilija. Relativno velike vrijednosti energije ionizacije, osobito u odnosu na druge elemente ove skupine, ukazuju na energetske poteškoće pri nastajanju Be2+ iona. I konačno, relativno velika vrijednost koeficijenta elektronegativnosti pokazuje da postoji samo vrlo ograničen broj elemenata koji u spoju s berilijem mogu imati dovoljnu razliku elektronegativnosti karakterističnu za ionske spojeve.
Polarizacija aniona daje određeni stupanj kovalentnosti spojevima magnezija i daje kovalentni karakter spojevima s berilijem. Stoga se ionski radijus Be2+ iona može samo procijeniti; omjer naboj/radijus kod Be2+ -iona je veći nego li u jednog drugog kationa s izuzetkom H+ i B3+, koji se također ne javljaju kao takvi u kristalima. Najbliži omjer naboj/radijus se javlja kod iona Al3+, pa postoji i određene sličnosti u kemiji Be i Al.

## Ionski kristali
Građevni elementi su ioni. Omjer polumjera kationa i aniona određuje vrstu kristalne rešetke. Koordinacijski broj je broj iona suprotnog naboja koji se u ionskom kristalu nalaze oko središnjeg iona.
Zbog jakih privlačnih sila između iona tališta i vrelišta su visoka. Taline ionskih spojeva dobro provode električnu struju, dok je ionski spojevi u čvrstom stanju ne provode.
Većina ionskih kristala se dobro otapa u vodi (polarno otapalo), a njihove otopine dobro provode električnu struju zbog slobodnog gibanja iona. Pri otapanju ioni se okružuju molekulama vode (hidratiziraju).
Ionski kristali pokazuju svojstvo kalavosti.
Kalavost – kristali se lome smjerom određene plohe ako se na njih djeluje mehaničkom silom (amorfne tvari ne pokazuju kalavost već se pri udarcu lome nepravilno).
Kada se vanjskom silom djeluje na kristal međusobno se pomiču čitavi slojevi u kristalu. Zbog takvih pomaka istoimeni naboji će se naći jedan pokraj drugog. Doći će do pucanja zbog odbojnih sila između istovrsnih naboja.